# Frecăței (Tulcea)
Pour les articles homonymes, voir Frecăței.
Frecăței est une commune roumaine située dans le județ de Tulcea.